# Langevåg, Vestland
Langevåg är en tätort i Bømlo kommun i Vestland fylke i västra Norge. Tätorten hade 738 invånare den  1 januari 2022. Orten har färjeförbindelse med Buavåg i Sveio kommun. Fylkesväg 541 går igenom bygden.